# 科齐安·埃娃
科齐安·埃娃（匈牙利語：Kóczián Éva，1936年5月25日—），出生于布达佩斯，匈牙利女子乒乓球运动员。她曾获得1955年世界乒乓球锦标赛混合双打金牌。